# Augusto César Lendoiro
Augusto Joaquìn César Lendoiro (Corcubión, 6 giugno 1945) è un dirigente sportivo spagnolo, è stato fino al 21 gennaio 2014 il presidente del Real Club Deportivo de La Coruña, squadra di calcio che militava nella Primera División spagnola.
Sotto la sua gestione il Deportivo La Coruña ha vinto il suo primo e unico campionato spagnolo di calcio, oltre a collezionare diverse partecipazioni all UEFA Champions League.

## Biografia
Augusto Joaquín César Lendoiro è un dirigente sportivo ed ex-politico spagnolo nato nella località di Corcubión in Galizia il 6 giugno 1954. È noto per essere il Presidente del Deportivo di La Coruña, benché questo non sia l'unico club sportivo da lui presieduto nel corso della vita.

## La carriera
Iniziò la carriera a 15 anni come presidente di una squadra dilettante di la Coruña, l'Ural e fu cofondatore del HC Liceo, squadra di hockey a rotelle. Durante il suo mandato portò la squadra a vincere vari campionati in Spagna, in Europa e nel mondo. Nel 1988 divenne presidente del Real Club Deportivo de La Coruña, benché all'inizio fosse riluttante ad assumere l'incarico a causa della delicata situazione del Club, che dal punto di vista sportivo lottava per non retrocedere nella Segunda División B, la Serie C spagnola, e finanziariamente aveva debiti per circa 500 milioni di pesetas. Lendoiro non si era presentato alle prime due convocazioni elettorali dell'assemblea del Club, convocazioni che non diedero esito perché nessun candidato riuscì a presentare e i 577 avalli allora necessari. Presenziò alla terza convocazione e presentò 1.484 avalli, vincendo senza necessità di votazioni. Quell'anno, il Deportivo de La Coruña riuscì a salvarsi dalla retrocessione all'ultima partita, a da lì cominciò la crescita sportiva, economica e societaria del Club, che fu la prima squadra, per molti anni, in grado di opporsi al Real Madrid e al Futbol Club Barcelona. Negli anni a partire dal 1992, il Club si confrontò alla pari con le grandi squadre, ed arrivarono i titoli ed i migliori anni del Deportivo (popolarmente chiamato Super Depor): conquistò una Primera División, due Copa del Rey, tre Supercopa de España e una Intertoto.

## Carriera politica
Nel 1987 fu eletto consigliere Municipale di La Coruña per il Partido Popular. È stato senatore (1989-1990), Segretario generale per lo sport della Junta de Galizia, il Parlamento Galiziano, Deputato al Congresso (1989-1990) e Presidente della Diputación Provincial di La Coruña dal 1995 al 1999. Attualmente si è ritirato dalla politica attiva
| Controllo di autorità | VIAF (EN) 28799272 · ISNI (EN) 0000 0000 3539 3757 · LCCN (EN) n96079764 |